# Armando António Ortíz Aguirre
Armando António Ortíz Aguirre (* 17. Februar 1952 in Guanajuato, Mexiko) ist Bischof von Ciudad Lázaro Cárdenas.

## Leben
Armando António Ortíz Aguirre empfing am 17. Juni 1977 das Sakrament der Priesterweihe.
Am 20. November 2013 ernannte ihn Papst Franziskus zum Bischof von Ciudad Lázaro Cárdenas. Der emeritierte Erzbischof von León, José Guadalupe Martín Rábago, spendete ihm am 5. Februar 2014 die Bischofsweihe; Mitkonsekratoren waren der Apostolische Nuntius in Mexiko, Erzbischof Christophe Pierre, und der Erzbischof von Morelia, Alberto Suárez Inda.